# Marjorie Margolies
Marjorie Margolies ( /m ɑːr ɡ oʊ l Ï z / ;  anciennement Margolies-Mezvinsky, née le 21 juin 1942) est une américaine membre de l'Institut gouvernemental Fels de l'université de Pennsylvanie. Elle est professeure auxiliaire à l'université de Pennsylvanie et militante des droits des femmes. C'est une journaliste et une politicienne démocrate. De 1993 à 1995, elle est membre de la Chambre des représentants des États-Unis, pour le 13e district du Congrès de Pennsylvanie. 

## Éducation et carrière journalistique
Margolies naît à Philadelphie le 21 juin 1942. Elle est diplômée de l'université de Pennsylvanie en 1963. Elle est journaliste de radio-télévision pendant plus de vingt-quatre ans, remportant cinq Emmy Awards pour son travail. Elle travaille comme journaliste de télévision à WCAU-TV de 1967 à 1969, elle est membre de la Fondation CBS News, université Columbia de 1969 à 1970, puis travaille pour WRC-TV de 1975 à 1990. Elle est également correspondante du Today Show de la NBC,. 

## Chambre des représentants des États-Unis

### Élections
En 1992, Margolies pose sa candidature démocrate à un siège ouvert au Congrès pour le 13e district du Congrès de Pennsylvanie, un quartier en grande partie suburbain, à l'extérieur de Philadelphie, que les républicains détiennent depuis 1916. Elle bat Bernard Tomkin à la primaire démocrate, 79 % contre 21 %. Aux élections générales, elle bat le représentant de l'État républicain Jon D. Fox avec une marge de 0,5 %, soit une différence de 1 373 voix.  
En 1994, elle perd face à Fox, 49 % contre 45 %, soit une différence de 8 181 voix. Elle est l'une des 54 titulaires démocrates battus lors de la Révolution républicaine. 

### Mandat
Margolies fait partie du groupe de travail bipartite sur la réduction du déficit budgétaire. En 1994, elle termine A Woman's Place, un livre réunissant les autres femmes de la promotion démocrate de 1992. 
Beaucoup de ses votes à la Chambre des représentants lui ont coûté sa réélection en 1994. L'un de ceux-ci concerne le budget controversé de 1993 du président Bill Clinton, pour lequel elle détient le vote décisif. Elle s'est opposée au projet de loi jusqu'à ce que le président l'appelle. Les démocrates de la Chambre applaudissent lorsque les républicains de la Chambre raillent « Au revoir Marjorie! »,. Dans une interview accordée en 2009 à The Daily Beast, elle rappelle que le membre du Congrès américain Robert Walker (R-Pennsylvanie) s'est joint aux huées républicaines. Elle rappelle aussi la colère de ses électeurs à la suite de ce vote, affirmant que « lorsque je suis allée aux assemblées publiques, j'ai dû être escortée par la police... J'étais juste surprise par le niveau de division et d'immaturité ». 
Après qu'un projet de loi sur la réforme des soins de santé (health care) a été adopté à la Chambre en novembre 2009, les conservateurs américains pour la réforme fiscale présentent la défaite de Margolies de 1994 comme un exemple de ce qui pourrait se produire aux élections de mi-mandat de 2010. Ceci en raison du vote des démocrates des « swing districts » qui votent pour ce projet de loi de réforme des soins de santé,. Margolies, cependant, écrit dans le Washington Post qu'elle est heureuse d'avoir voté comme elle l'a fait, et exhorte les démocrates du Congrès à voter pour le projet de loi sur les soins de santé en mars 2010.  

## Militantisme politique
Après son mandat au Congrès, Margolies devient présidente du National Women's Business Council et directrice et vice-présidente de la délégation des États-Unis à la quatrième conférence mondiale sur les femmes qui se tient sous l'égide des Nations unies en 1995. 
Elle fonde et préside la Women's Campaign International (WCI), un groupe qui offre une formation d'avocate aux femmes du monde entier. Elle est également professeure auxiliaire au Fels Institute of Government de l'université de Pennsylvanie. Elle siège aussi au conseil d'administration du Comité pour un budget fédéral responsable.  

## Campagnes politiques

### Élection du gouverneur de 1998
En 1998, Margolies soutient le lieutenant-gouverneur de Pennsylvanie. Elle remporte l'élection primaire démocrate avec 53 % des voix, battant deux autres candidats. Elle devient la colistière du représentant de l'État Ivan Itkin. Itkin perd contre les républicains Tom Ridge et Mark Schweiker, 57 % contre 31 %.  

### Élection du Congrès 2000 et faillite
En 2000, Margolies décide de se présenter, mais se retire finalement de la primaire démocrate du Sénat avec cinq autres candidats, pour le siège de Rick Santorum. Parmi les raisons de ce retrait, une collecte de fonds décevante, la maladie de sa mère et les problèmes juridiques de son mari, Edward Mezvinsky, qui se soldent par plusieurs condamnations pour fraude. Peu de temps après, elle dépose le bilan mais n'est pas libérée de ses dettes, sur la base de 11 USC §727 (a)(5). 

### Élection au Congrès 2014
Margolies dépose le 31 mai 2013 les documents nécessaires à sa candidature à la primaire du Parti démocrate pour un retour au Congrès dans son ancien district aux élections de 2014. Elle se présente pour remplacer la représentante Allyson Schwartz (District Pennsylvanie), cette dernière se présentant à l'élection de gouverneur de Pennsylvanie en 2014. Les autres démocrates en lice sont le représentant de l'État Brendan Boyle, du nord-est de Philadelphie ; le sénateur d'État Daylin Leach du comté de Montgomery ; et la Docteure Valerie Arkoosh, professeure à l'École de médecine de l'université de Pennsylvanie. Le représentant d'État Mark B. Cohen de Philadelphie et l'ancien contrôleur de la ville Jonathan Saidel déposent leur candidature, mais se retirent ensuite.  
Le 17 mai 2014, Hillary Clinton lève sa première collecte de fonds de l'année pour la campagne du Congrès de Margolies. Le 20 mai 2014, Margolies perd l'élection primaire contre Brendan Boyle[réf. souhaitée].    

## Vie privée
Elle épouse l'ancien membre du Congrès américain Edward Mezvinsky, de l'Iowa, en 1975.  Ils divorcent en 2007. Pendant leur mariage, elle est connue sous le nom de Marjorie Margolies-Mezvinsky. Ils ont onze enfants au total : quatre de son premier mariage, deux qu'elle a adoptés de son propre chef, deux fils qu'ils ont ensemble et trois enfants adoptés ensemble. En 1970, Margolies adopte une enfant coréenne. C'est apparemment la première fois qu'une femme américaine célibataire adopte un enfant étranger. Elle raconte cette histoire ainsi que celle de son adoption d'une enfant vietnamienne dans son livre, They Came to Stay. De leurs onze enfants, les Mezvinsky ont dix-huit petits-enfants en 2014. 
Un de leurs fils, Marc Mezvinsky, épouse Chelsea Clinton, la fille de l'ancien président américain Bill Clinton et de l'ancienne secrétaire d'État américaine Hillary Clinton. Le mariage se déroule le 31 juillet 2010 à Rhinebeck, New York,. 

## Travaux
- (en) They came to stay, Coward, McCann & Geoghegan, 1976 (ISBN 0-698-10662-8 et 978-0-698-10662-8, OCLC 2091811, lire en ligne)
- (en) Finding someone to love, Playboy Press Paperbacks, 1980, 171 p. (ISBN 0-87216-650-3 et 978-0-87216-650-9, OCLC 6447347, lire en ligne)
- (en) Finding someone to love, Playboy Press Paperbacks, 1980, 171 p. (ISBN 0-87216-650-3 et 978-0-87216-650-9, OCLC 6447347, lire en ligne)
- (en) The "girls" in the newsroom : a novel, Charter Communications, Inc, 1983 (ISBN 0-441-28929-0 et 978-0-441-28929-5, OCLC 9715678, lire en ligne)
- (en) A woman's place : the freshmen women who changed the face of Congress, Crown Publishers, 1994, 220 p. (ISBN 0-517-59713-6 et 978-0-517-59713-2, OCLC 29521526, lire en ligne)